# Hans-Christian Jaenicke

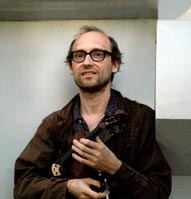
Hans-Christian Jaenicke (2014)

Hans-Christian Jaenicke (* 15. Mai 1969 in Treuenbrietzen, Bezirk Potsdam) ist ein deutscher Geiger, Arrangeur, Komponist und bildender Künstler.

## Leben
Jaenicke studierte in Oldenburg Musik und Kunst für das Lehramt unter anderem bei Violeta Dinescu (Komposition), Gustavo Becerra-Schmidt (Komposition), Veronika Skuplik (Barockvioline), Prof. Gerd Selle und Roman Deppner (Kunsttheorie), sowie Michael Soltau (Medienkunst). Während des Studiums schrieb er Musik für das Theaterfestival Erlangen, arbeitete als Studiomusiker für die Landesbühne Niedersachsen-Nord in Wilhelmshaven, später dort auch als Bühnenmusiker und Schauspieler. Im Oh-ton-Ensemble in Oldenburg wirkte er bei Uraufführungskonzerten zeitgenössischer Komponisten wie Eckart Beinke, Iannis Xenakis, Friedemann Schmidt-Mechau, Hans-Joachim Hespos u. a. mit. Als Musiker tritt er seit 1996 vor allem als Tangointerpret in Erscheinung, so im Duo Ping Pong Rouge zusammen mit dem serbischen Akkordeonisten Goran Lazarević, und im Flutterband Trio, das sich ausschließlich Jaenickes Kompositionen widmet. Seit 2014 konzertiert er regelmäßig mit dem Argentinischen Tangosänger Caio Rodriguez und der Polnischen Bandeonistin Aneta Pajek, sowohl als Trio als auch im Hamburg Tango Quintet. Im Jahre 2018 schrieb er ein Tango-Violinkonzert, in dem er Elemente des Tango mit romantischem und modernen Material zu einer eigenen Tonsprache verdichtet. Neben dem Tangoschwerpunkt widmet er sich auch der jiddischen Musik und schreibt Arrangements vor allem für das Ensemble WAKS um die Sängerin Inge Mandos. Dieses Ensemble, in dem er seit 2015 mitwirkt, wurde 2016 mit seiner ersten CD WAKS - yiddish voices für den Preis der Deutschen Schallplattenkritik nominiert.
Als bildender Künstler erforscht er die Schnittstelle zwischen bildender Kunst und Musik, indem er Elemente der Performance und Installation in musikalische Strukturen überführt. Seine Wirkungsstätte ist seit 2005 die Baustelle eins, ein ehemaliger Kiosk in Hamburg-Ottensen. Hier realisiert er in einem von außen einsehbaren Experimentierraum die künstlerische Idee, musikalische Klangerforschung sowohl am Instrument, als auch an Dingen der unmittelbaren Alltagsrealität als Prozesskunst im öffentlichen Raum sichtbar und erlebbar zu machen. 2022 führte er im Rahmen des Festivals für immaterielle Kunst 2022 seine auf der Baustelle eins entwickelte Konzertperformance Passage - Konzert für fahrendes Klavier in der Elbphilharmonie Hamburg auf. Konzeptuelles Leitbild seiner künstlerischen Arbeit ist die Baustelle. Hans-Christian Jaenicke lebt in Hamburg.

## Diskografie
- Tango diagonal, Duo Diagonal (1997, Eigenverlag)
- Tango 040 Duo Diagonal (2005, Tropical Music, SONY/BMG)[8]
- KulturSpiegel World Tour - Tango Passion, Duo Diagonal (2008, Sony Music)[9]
- Bach Tunes And Free Tango (2010, edition 46)[10]
- WAKS - Yiddish Voices (2015, Pike´s Nice Records, nominiert für den Preis der Deutschen Schallplattenkritik 2016)
- Tango Pasión (2016, edition 46)
- Hamburg Tango Quintet "criollo milonguero" (2018, Pike´s Nice Records)
- PING PONG ROUGE: live rec, Ping Pong Rouge (2019, Recordjet/Edel Distribution)
- Oves - Resonance of the Past, WAKS Ensemble (2018, Pike´s Nice Records)[11]

## Ausstellungen
- Die Puls-Installationen, 2004, Altonaer Museum, Hamburg